# 長野県道115号松本平広域公園線
長野県道115号松本平広域公園線（ながのけんどう115ごう まつもとだいらこういきこうえんせん）は、長野県松本市と塩尻市を結ぶ一般県道。

## 概要

### 路線データ
- 起点：松本市空港東（空港入口交差点、長野県道27号松本空港塩尻北インター線交点）
- 終点：松本市今井（長野県道298号土合松本線交点）

## 通過する自治体
- 松本市 - 塩尻市 - 松本市

## 交差・接続する道路
- 長野県道27号松本空港塩尻北インター線 - 松本市空港東（空港入口交差点）
- 長野県道298号土合松本線 - 松本市今井（終点）